# درة أجقو (باقران)
درة أجقو (بالفارسية: دره اجقو) هي مستوطنة تقع في إيران في قسم باقران الريفي.